# Giovanni Nostradamus
Giovanni Nostradamus o Nostradamo o Nostradama, al secolo Jean de Nostredame (Saint-Rémy-de-Provence, 1522 – 1576/1577) è stato uno storico, letterato e scrittore, fratello minore del più famoso medico e astrologo Nostradamus.
Battezzato a Saint-Rémy-de-Provence il 19 febbraio del 1522, segue le orme di suo padre, Jaume de Nostredame, facendo il mestiere di notaio, e servendo inoltre come procuratore al parlamento di Provenza ad Aix.
L'opera maggiore di Nostredame, scritta in lingua francese, è la Les vies des plus célèbres et anciens Poètes provensaux, qui ont floury du temps des comtes de Provence ("Le vite dei più celebri e antichi poeti provenzali, fiorite al tempo dei conti di Provenza"), pubblicata a Lione da Alexandre Marsilij nel 1575, presentata come una storia dei trovatori.
Nel medesimo anno venne stampata nella stessa città e dallo stesso editore la traduzione in lingua italiana di un certo Giovanni Giudici.
L'opera di Nostredame viene oggi considerata in buona parte frutto di fantasia, sebbene vi si trovano di tanto in tanto pepite di realtà storiche. Nostredame elenca tre fonti per i suoi racconti, ma nessuna di esse ci è pervenuta. Nel XVIII secolo anche Giovanni Mario Crescimbeni sarà influenzato da Nostredame e da questa "tara ereditata" insita nella sua opera, ma nel XX secolo, Camille Chabaneau e Joseph Anglade dimostreranno che molto di quanto scritto da Nostredame non può essere corroborato da evidenza storica e fonti documentali.